# جون باري (كاهن كاثوليكي)
جون باري (بالإنجليزية: John Barry)‏ هو كاهن كاثوليكي أمريكي، ولد في 16 يوليو 1799 في Oylegate ‏ في جمهورية أيرلندا، وتوفي في 19 نوفمبر 1859 في باريس في فرنسا.